# Paul-Siméon Ahouanan Djro
Paul-Siméon Ahouanan Djro (Bingerville, 19 dicembre 1952 – Abidjan, 12 febbraio 2024) è stato un arcivescovo cattolico ivoriano.

## Biografia
Nacque il 19 dicembre 1952 a Bingerville.

### Formazione e ministero sacerdotale
Dopo aver frequentato il seminario ed essere entrato nell'Ordine dei frati minori, fu ordinato sacerdote il 19 luglio 1981.

### Ministero episcopale
Il 6 dicembre 1995 papa Giovanni Paolo II lo nominò vescovo di Yamoussoukro.
Ricevette l'ordinazione episcopale il 16 marzo 1996 dalle mani del cardinale Bernard Yago, co-consacranti l'arcivescovo di Bouaké Vital Komenan Yao e il nunzio apostolico del Costa d'Avorio Luigi Ventura.
Il 12 gennaio 2006 fu nominato da papa Benedetto XVI arcivescovo coadiutore di Bouaké, mentre il 22 settembre successivo ne divenne arcivescovo metropolita. Ricevette il pallio il 29 giugno 2007.
Morì il 12 febbraio 2024 ad Abidjan all'età di 71 anni.

## Genealogia episcopale
La genealogia episcopale è:
- Cardinale Scipione Rebiba
- Cardinale Giulio Antonio Santori
- Cardinale Girolamo Bernerio, O.P.
- Arcivescovo Galeazzo Sanvitale
- Cardinale Ludovico Ludovisi
- Cardinale Luigi Caetani
- Cardinale Ulderico Carpegna
- Cardinale Paluzzo Paluzzi Altieri degli Albertoni
- Papa Benedetto XIII
- Papa Benedetto XIV
- Papa Clemente XIII
- Cardinale Bernardino Giraud
- Cardinale Alessandro Mattei
- Cardinale Pietro Francesco Galleffi
- Cardinale Filippo de Angelis
- Cardinale Amilcare Malagola
- Cardinale Giovanni Tacci Porcelli
- Papa Giovanni XXIII
- Cardinale Bernard Yago
- Arcivescovo Paul-Siméon Ahouanan Djro, O.F.M.